# 斯普林加登 (加利福尼亞州)
斯普林加登（英語：Spring Garden）是位於美國加利福尼亞州普盧默斯縣的一個人口普查指定地區。

## 地理
斯普林加登的座標為39°54′25″N 120°47′49″W / 39.90694°N 120.79694°W，而該地最高點為海拔高度1219米（即3999英尺）。

## 人口
根據2010年美國人口普查的數據，斯普林加登的面積為1.690平方千米，當中陸地面積為1.690平方千米，而水域面積為0.000平方千米。當地共有人口16人，而人口密度為每平方千米9人。